# Hypanthidioides nigritula
Hypanthidioides nigritula är en biart som först beskrevs av Urban 1997.  Hypanthidioides nigritula ingår i släktet Hypanthidioides och familjen buksamlarbin. Inga underarter finns listade i Catalogue of Life.